# Ruta Nacional 192 (Argentina)
La Ruta Nacional 192 era el nombre que tenía antes de 1980, la carretera de 22,1 km en el noreste de la Provincia de Buenos Aires, República Argentina, que unía el km 69 de la Ruta Provincial 7 (antigua Ruta Nacional 7) en la ciudad de Luján y el km 77 de la Ruta Nacional 8 en la localidad de Parada Robles.
Mediante el Decreto Nacional 1595 del año 1979 se prescribió que este camino pasara a jurisdicción provincial. La Provincia de Buenos Aires se hizo cargo del mismo en 1988, cambiando su denominación por Ruta Provincial 192.
Actualmente es parte de la Ruta Provincial 47, que se extiende desde la Ruta Provincial 40 (ex Ruta Nacional 200) en Navarro hasta Parada Robles.

## Localidades
Las ciudades y pueblos por los que pasa esta ruta de noreste a sudoeste son los siguientes (los pueblos con menos de 5.000 habitantes figuran en itálica).

### Provincia de Buenos Aires
Recorrido: 22 km (kilómetro 0-22)
- Partido de Luján: Luján (kilómetro 0), Open Door (km 8) y Torres (km 16).
- Partido de Exaltación de la Cruz: Parada Robles (km 22).